# Fahlerz

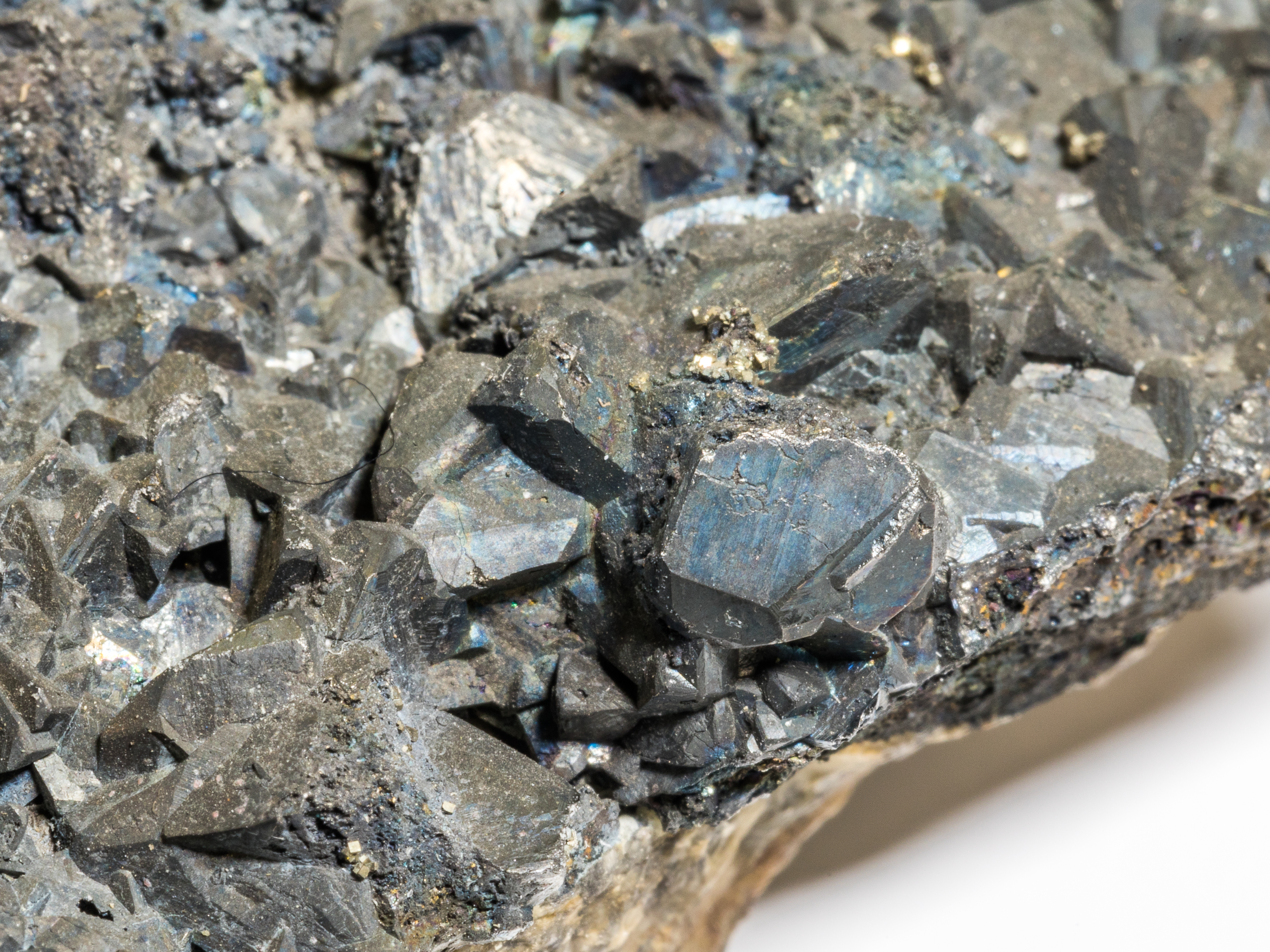
Fahlerz aus der Grube Kohlenbach, Eiserfeld, Siegerland

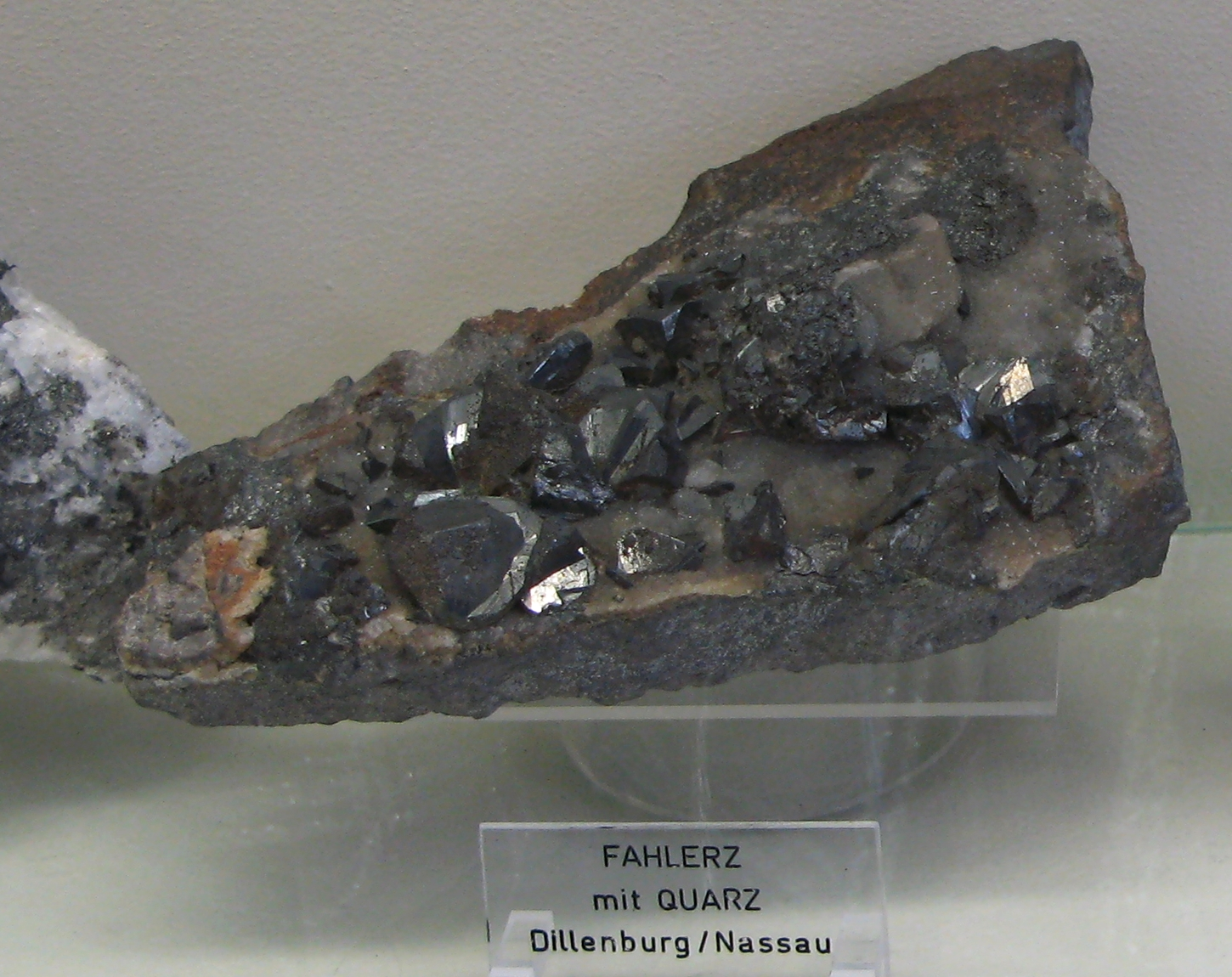
Fahlerz

 Fahlerz ist in der Bergmannssprache ein Sammelbegriff für eine umfangreiche Gruppe aus chemisch komplexen Sulfid-Mineralen. Als Hauptvertreter dieser Gruppe gelten:
- Tetraedrit Cu12[S|(SbS3)4], Antimonfahlerz oder dunkles Fahlerz mit 25–45 % Kupfer, 0,5–32 % Silber, 3–6 % Zink, 25–30 % Antimon.
- Tennantit Cu12[S|(AsS3)4], Arsenfahlerz, lichtes Fahlerz oder Binnit mit 30–53 % Kupfer, 15–20 % Arsen.

Daneben zählen auch folgende Minerale und Mischkristalle zu den Fahlerzen:
- Freibergit (Ag,Cu)10(Fe,Zn)2[S|((Sb,As)S3)4], Silberfahlerz mit bis zu 40 % Silber
- Germanit Cu13Fe2Ge2S16
- Colusit ≈ Cu13V(As,Sn,Sb)3S16
- Schwazit (Cu,Hg)12Sb4S13 bzw. Hg-Tetraedrit, auch Quecksilberfahlerz oder Hermesit mit bis zu 17 % Quecksilber, Varietät von Tetraedrit[1]
- Annivit bzw. Bi-Tetraedrit, Varietät von Tetraedrit[2]

## Etymologie
Der altdeutsche Begriff Fahlerz wurde von den Bergleuten aufgrund der charakteristischen fahlgrauen bis eisenschwarzen Farbe dieser Erzart geprägt. Trotz der oft schwankenden Zusammensetzung schien ein gemeinsamer Begriff aufgrund der übereinstimmenden kristallographischen und physikalischen Merkmale berechtigt zu sein. Unter anderem kristallisieren alle Fahlerze im kubischen Kristallsystem, bekannt als Silber- und Quecksilberträger. Silberreiche Fahlerze wurden in Anlehnung an ihre hellere Farbe als „Weißgültigerz“ (auch Weißgiltig, Weißgülden) bezeichnet.
Johann Gottlob Lehmann beschrieb in seinem 1769 postum erschienenen Werk Entwurf einer Mineralogie zum Dienst der Studierenden (3. Auflage, S. 121) die Fahlerze als „schwarztgraues, festes Silberertzt, welches aus Silber, Kupfer, Arsenik, Schwefel und Eisen bestehet.“

## Archäologie
In der Archäologie wird Fahlerz auch manchmal als Synonym für Arsen- oder Antimonbronzen verwendet, wie sie besonders in der Frühen Bronzezeit gebräuchlich waren. Im Kaukasus stand Fahlerz natürlich an, während es an Zinn mangelte, daher wurde es hier bis zum Ende der Bronzezeit bevorzugt genutzt. Auch im Alpenraum wurde Fahlerz in der Frühen Bronzezeit gerne für bestimmte Gegenstände verwendet.
Im frühbronzezeitlichen Fundbestand in Mitteldeutschland sind 90 % der Metallfunde aus verschiedenen Sorten Fahlerzkupfer, wobei sich anhand der Analysen vier Gruppen unterscheiden lassen:
1. Nickelreiches Fahlerzkupfer: vor allem bei den frühen Depotfunden (Dieskau III, Halle-Giebichenstein, Kyhna, Schollene). Für den Aufschwung der Metallurgie am Beginn der Frühbronzezeit in Mitteldeutschland hat nickelreiches Fahlerzkupfer offensichtlich besondere Bedeutung.
2. Fahlerzkupfer mit einem sehr spezifischen Silbergehalt von ca. 1 % und variablem Ni-Anteil, in den Horten von Kanena III und Schkopau.
3. Niedrig legierte Zinnbronzen auf Fahlerzkupferbasis, das sich durch niedrigere Silberanteile von den anderen Sorten unterscheidet. Bei Beilen von Freiroda, Lissen, Burgstaden und teilweise Bennewitz.
4. Ösenringmetall, das mengenmäßig in Mitteldeutschland nur untergeordnete Bedeutung hat.

Die Unterschiede in der Metallzusammensetzung zwischen den Horten könnten damit erklärt werden, dass jedes Depot für sich genommen die Kupfersorten einer bestimmten Zeitspanne widerspiegelt, wobei sich die Verfügbarkeit der Metallsorten innerhalb eines Zeitraums von 250 Jahren offenbar rasch veränderte.